# Eumenes xứ Cardia
Eumenes xứ Cardia (tiếng Hy Lạp: Ευμένης, 362—316 TCN) là một danh tướng và học giả người Hy Lạp, phục vụ trong quân đội Macedonia của vua Philippos II của Macedonia và Alexandros Đại đế. Trong cuộc nội chiến đẫm máu giữa các Diadochi sau khi Alexandros qua đời, Eumenes tham gia vào phe bảo vệ vương triều Argos của Alexandros.
Eumenes là một người dân của xứ Cardia trong vùng Chersonese của Thrace. Ngay từ lúc còn trẻ, ông đã được vua Philippos II tuyển làm thư ký riêng và sau khi Philippos II chết ông tiếp tục phò trợ cho Alexandros Đại đế và theo Alexandros trong cuộc viễn chinh xâm lược Ba Tư. Sau khi Alexandros qua đời (323 TCN), Eumenes nắm quyền chỉ huy của một bộ phận lớn quân đội phò trợ cho vua Archieaus, con trai nhỏ tuổi của Alexandros. Vùng Cappadocia và Paphlagonia được giao cho Eumenes quản lý, tuy nhiên các khu vực này không hoàn toàn khuất phục Eumenes. Leonantus và Antigonos I Monophthalmos được Nhiếp chính quan Perdiccas phái đến trấn áp bạo loạn ở nơi này. Tuy nhiên Antigonos không tuân lệnh của Perdiccas còn Leonantus thì thất bại trong việc thuyết phục Eumenes theo ông ta về châu Âu.
Eumenes sau đó theo phe của Perdiccas và được ông giao trọng trách trấn giữ Cappadocia. Cùng lúc đó Craterus và Antipatros vừa mới trấn áp cuộc khởi nghĩa của các thành bang Hy Lạp trong chiến tranh Lamia, bây giờ họ đem quân sang châu Á mưu lật đổ Perdicas, và mục tiêu đầu tiên của họ là Cappadocia, nơi Eumenes trấn giữ. Tuy nhiên Crateus và Neoptolemos, Tổng trấn (satrap) của Armenia sau đó đã bị Eumenes đánh bại tại một nơi gần Hellespont vào năm 321 TCN. Neoptolemos tử trận, còn Craterus chết vì vết thương quá nặng.
Sau khi Perdiccas bị quân lính của mình giết chết tại Ai Cập (320 TCN), các tướng lãnh Macedonia nhanh chóng chuyển mũi dùi về phía Eumenes: họ "tuyên án" tử hình ông và đề cử hai tướng Antipater và Antigonus cầm quân đi thảo phạt Eumenes. Eumenes, bị phản bội bởi một thuộc hạ, quyết định rút lui tới Nora. Một pháo đài mạnh nằm ở biên giới của Cappadocia và Lycaonia. Suốt hơn một năm sau đó các địch thủ của Eumenes không thể nào hạ được ngôi thành này và sau cùng cái chết của Antipater đã khiến cho nội bộ các tướng lĩnh thù địch Eumenes bắt đầu có sự xào xáo. Trước khi chết, Antipater đã truyền lại chức vụ Nhiếp chính cho Polyperchon chứ không phải con mình là Cassander, vì vậy Cassander quyết định liên minh với Antigonus và Ptolemaios, còn Eumenes thì lại theo về phe của Polyperchon. Sau đó Eumenes đã rời Nora và xua quân uy hiếp các vùng Syria, Phoenicia.
Năm 318 TCN Antigonus xua quân tấn công và Eumenes buộc phải rút lui để hội quân với các Tổng trấn của các trấn thuộc lưu vực sông Tigris. Sau hai trận chiến với kết quả không rõ ràng tại Paraitacene (317 TCN) và Gabience (316 TCN), Eumenes bị quân lính của mình phản bội và bắt giao cho Antigonus.

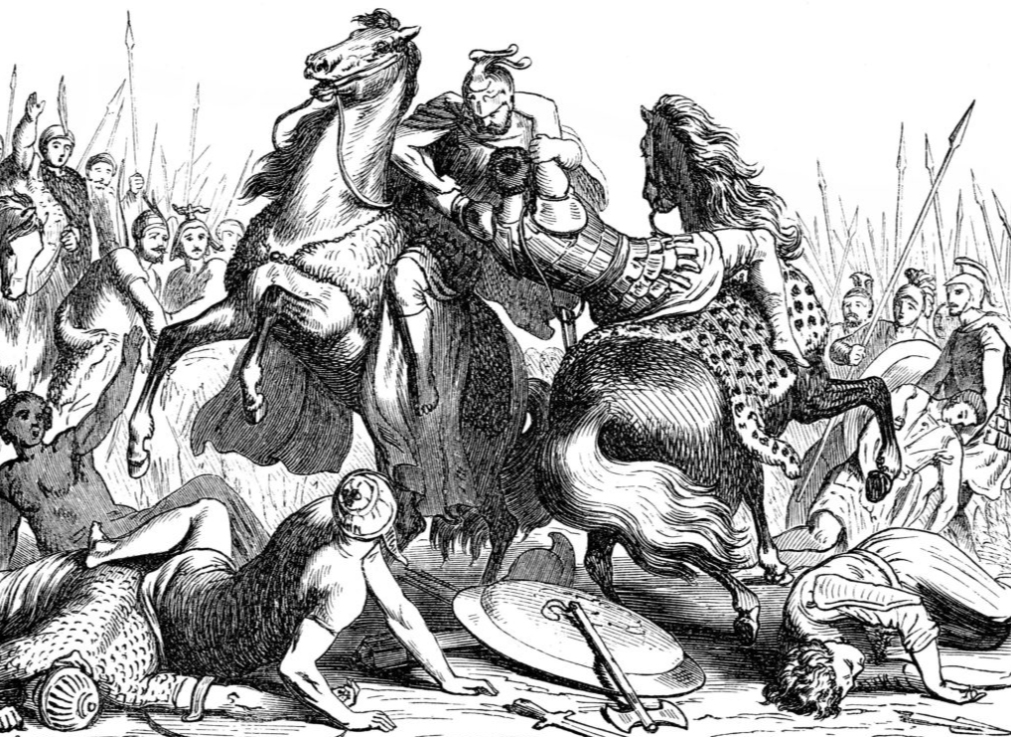
Giao chiến giữa Eumenes và Neoptolemus trong Các cuộc chiến tranh Diaochi.

Theo Plutarch và Diodorus, Eumenes đã đánh thắng Antigonus nhưng ông lại để Antigonus đoạt mất doanh trại chứa kho tàng của quân đội mình, nơi cất giữ các chiến lợi phẩm có được trong suốt 30 năm chiến đấu của các chiến binh Khiên Bạc (Argyraspids) tinh nhuệ; không chỉ chứa vàng bạc châu báu mà còn có những phụ nữ và trẻ em người Hy Lạp. Sau đó Antigonus gởi một bức thư tới các chiến binh Khiên Bạc thuyết phục họ nộp Eumenes cho ông, đổi lại Antigonus sẽ trả tất cả những gì mà ông lấy được cho họ. Trước lời hứa hẹn hấp dẫn đó, những chiến binh Khiên Bạc không ngần ngại gì phản bội lại vị tướng lãnh của mình. Eumenes rơi vào tay Antigonus và, sau một thời gian đắn đo Antigonus quyết định xử tử ông (316 TCN).
Ở đây, một nguyên nhân dẫn đến cái chết của Eumenes là việc quân đội và các tướng lãnh Macedonia luôn luôn ngờ vực ông. Mặc dù là một vị tướng tài ba, nhưng Eumenes không thể nào có được lòng trung thành của các binh sĩ dưới quyền và cái chết là một kết quả tất yếu. Ông là một tướng lãnh tài năng và đầy tận tâm trong việc duy trì sự thống nhất của đế quốc do đại đế Alexandros để lại, nhưng những nỗ lực của ông lại bị hủy hoại bởi các tướng lãnh và tổng trấn của Alexandros, những nhà quý tộc Macedonia luôn ganh tị với một vị "tướng bàn giấy" Hy Lạp "dị tộc". Có thể nói, Eumenes là một nhân vật đầy bi kịch, một người luôn cố gắng làm điều đúng đắn nhưng cuối cùng lại bị hãm hại bởi những kẻ thù tàn nhẫn và những thuộc hạ phản bội.